# Michaeloplia diversa
Michaeloplia diversa är en skalbaggsart som beskrevs av Marc Lacroix 1997. Michaeloplia diversa ingår i släktet Michaeloplia och familjen Melolonthidae. Inga underarter finns listade i Catalogue of Life.